# Thomas Pynchon

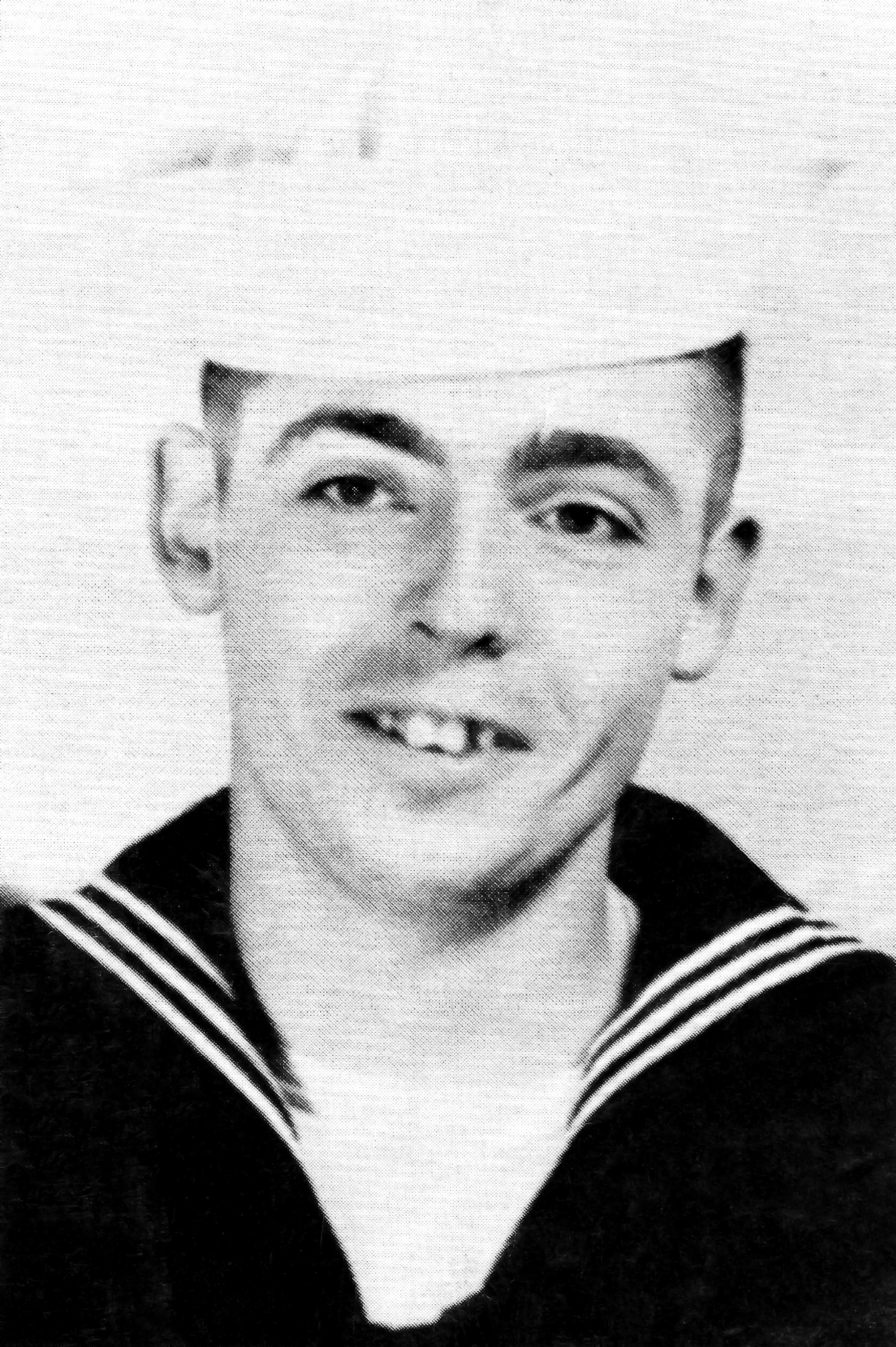
Thomas Pynchon (1955)

Thomas Ruggles Pynchon, Jr. (sinh năm 1937) là nhà văn người Mỹ. 

## Cuộc sống kỳ lạ[1]
Thomas Pynchon chọn một cuộc sống ẩn dật kể từ thập niên 1960. Điều đó khiến ông từ chối mọi cuộc phỏng vấn, tiếp xúc rất ít với công chúng và rất ít người có thể chụp ảnh ông. Thậm chí, có người còn đồn rằng Thomas Pynchon chỉ là một cái bút danh của J. D. Salinger. Khi biết được điều đó, Pychon đã trả lời rằng: "Không tồi, đoán tiếp đi." Và trong một cuộc phỏng vấn ngắn ngủi mà CNN thực hiện qua điện thoại vào năm 1997 (do các phóng viên lần ra số điện thoại của Pynchon), ông đã trả lời rằng: 
| “ | Tôi tin rằng ẩn dật là một mật mã do chính các nhà báo nghĩ ra, ý nghĩa thật sự của từ đó là không thích nói chuyện với phóng viên đâu | ” |

## Các tác phẩm
Tiểu thuyết
- (1963) V
- (1966) The Crying of Lot 49 (Số 49 chiến thắng)
- (1973) Gravity's Rainbow (Cầu vồng hút)
- (1990) Vineland (Xứ nho)
- (1997) Mason & Dixon
- (2006) Against the Day (Ngày phán xử)
- (2009) Inherent Vice (Khuyết tật vốn có)
- (2013) Bleeding Edge

Tuyển tập truyện ngắn
- (1984) Slow Learner (Cậu trò ngốc)